# Alyssum polycladum
Alyssum polycladum är en korsblommig växtart som beskrevs av Karl Heinz Rechinger. Alyssum polycladum ingår i släktet stenörter, och familjen korsblommiga växter. Inga underarter finns listade i Catalogue of Life.